# Constantine Louloudis
Constantine Michael Louloudis (MBE) (født 15. september 1991 i London, England) er en engelsk tidligere roer, olympisk guldvinder og dobbelt verdensmester.

## Karriere
Louloudis studerede på det legendariske University of Oxford, og var hele fire gange, i 2011, 2013, 2014 og 2015, med til at vinde det traditionsrige Oxford vs. Cambridge Boat Race på Themsen.
Som 20-årig vandt Louloudis en bronzemedalje ved OL 2012 i London, som del af den britiske otter. Fire år senere, ved OL 2016 i Rio de Janeiro, vandt han sin anden medalje, denne gang en guldmedalje i disciplinen firer uden styrmand sammen med Alex Gregory, George Nash og Moe Sbihi.
Louloudis vandt desuden to VM-guldmedaljer, begge i otter (2014 og 2015). Det er desuden blevet til to EM-guldmedaljer, begge i firer uden styrmand, i henholdsvis 2014 og 2016.
Efter sin OL-guldmedalje i 2016 annoncerede Louloudis sit karrierestop.

## Resultater

### OL-medaljer
- 2016:  Guld i firer uden styrmand
- 2012:  Bronze i otter

### VM-medaljer
- VM i roning 2014:  Guld i otter
- VM i roning 2015:  Guld i otter